# R (llenguatge de programació)
R és un llenguatge de programació i un entorn de desenvolupament de programari per a l'obtenció de càlculs i gràfics estadístics. Fou creat originalment per Ross Ihaka i Robert Gentleman a la Universitat d'Auckland, Nova Zelanda, i actualment està desenvolupat per l'Equip Central de Desenvolupament de R. R és considerat pels seus creadors com una implementació de l'S, amb semàntica derivada de l'Scheme. El nom de R prové parcialment del nom dels dos autors originals, així com d'un joc de paraules sobre el nom 'S'.
R és àmpliament emprat per a desenvolupar programes estadístics i per a anàlisi de dades, i ha esdevingut l'estàndard en què els estadístics desenvolupen nou programari. El codi font de l'R està disponible de franc sota la Llicència Pública General GNU. També hi ha versions pre-compilades per a Microsoft Windows, Mac OS X, així com diversos sistemes operatius Linux i Unix. R empra una interfície de comandes, és a dir que l'usuari ha d'escriure comandes per a obtenir els resultats desitjats, tot i que hi ha diverses interfícies gràfiques disponibles.

## Característiques
L'R proporciona una àmplia varietat de tècniques estadístiques i numèriques, i és altament extensible mitjançant l'ús de llibreries. Les llibreries són creades pels usuaris, que les fan disponibles de franc perquè la resta d'usuaris puguin emprar-les. Cada llibreria sol proporcionar eines per a un cert tipus de funció o àmbit d'estudi. Com que inicialment l'R es basà en el llenguatge S, té millor capacitat per a programació orientada a objectes que la majoria d'altres llenguatges de programació estadística. Desenvolupar extensions per a R també és facilitat per la seva permissivitat sintàctica.
Un altre punt fort de l'R és la seva capacitat gràfica, els quals disposen d'una qualitat suficient per a ser inclosos en publicacions científiques, són altament configurables i poden incloure símbols matemàtics.
Tot i que l'R és majoritàriament emprat per estadístics i altres analistes de dades o programadors, també es pot emprar com un conjunt d'eines per a la computació matemàtica que proporciona resultats comparables a GNU Octave i el seu corresponent programa amb llicència, MATLAB (versió < 7).
El 2024 va sortir la primera versió amb traducció al català la versió 4.4.

## Exemple
El següent exemple mostra el fonaments de la sintaxi de programació de R tot utilitzant una interfície de línia d'ordres.
Per conveni utilitzant R és preferible utilitzar una fletxa formada pels dos caràcters "<-" en comptes d'"=", com a operador d'assignament o igualtat. Tot i això, també és possible utilitzar el signe "=".
```
>
 
x
 
<-
 
c
(
1
,
2
,
3
,
4
,
5
,
6
)
 
# Creem un [[vector]] (llista ordenada de valors)

>
 
y
 
<-
 
x
^
2
 
# Elevem al quadrat els elements del vector x

>
 
print
(
y
)
 
# Mostra y (el vector amb els valors al quadrat)

[
1
]
 
1
 
4
 
9
 
16
 
25
 
36

>
 
mean
(
y
)
 
# Calcula la [[mitjana aritmètica]] del vector y

[
1
]
 
15.16667

>
 
var
(
y
)
 
# Calcula la [[variància]] de la mostra

[
1
]
 
178.9667

>
 
lm_1
 
<-
 
lm
(
y
 
~
 
x
)
 
# Troba el model de regressió lineal "y = f(x)" o "y = B0 + (B1 * x)" 

 
# guarda els resultats com a lm_1

>
 
print
(
lm_1
)
 
# Mostra el model de lm_1

Call
:

lm
(
formula
 
=
 
y
 
~
 
x
)

Coefficients
:

(
Intercept
)
 
x
 

 
-9.333
 
7.000
 

>
 
summary
(
lm_1
)
 
# Calcula i mostra els estadístics d'ajustament del model lm_1

Call
:

lm
(
formula
 
=
 
y
 
~
 
x
)

Residuals
:

1
 
2
 
3
 
4
 
5
 
6

3.3333
 
-0.6667
 
-2.6667
 
-2.6667
 
-0.6667
 
3.3333

Coefficients
:

 
Estimate
 
Std.
 
Error
 
t
 
value
 
Pr
(
>|
t
|
)

(
Intercept
)
 
-9.3333
 
2.8441
 
-3.282
 
0.030453
 
*

x
 
7.0000
 
0.7303
 
9.585
 
0.000662
 
***

---

Signif.
 
codes
:
 
0
 
‘
***
’
 
0.001
 
‘
**
’
 
0.01
 
‘
*
’
 
0.05
 
‘
.
’
 
0.1
 
‘
 
’
 
1

Residual
 
standard
 
error
:
 
3.055
 
on
 
4
 
degrees
 
of
 
freedom

Multiple
 
R
-
squared
:
 
0.9583
,
	
Adjusted
 
R
-
squared
:
 
0.9478

F
-
statistic
:
 
91.88
 
on
 
1
 
and
 
4
 
DF
,
 
p
-
value
:
 
0.000662

>
 
par
(
mfrow
=
c
(
2
,
 
2
))
 
# Demana una distribució de gràfics de 2x2

>
 
plot
(
lm_1
)
 
# Mostra els gràfics de diagnòstic del model de regressió lm_1

```

## Llibreries
Les possibilitats que ofereix l'R s'estenen a través de llibreries creades pels usuaris, que incorporen tècniques estadístiques especialitzades, dispositius gràfics, entorn integrat de desenvolupament i capacitats per a importar i exportar dades a una àmplia varietat de formats.
Les llibreries solen desenvolupar-se emprant R, i altres llengüatges de programació com LaTeX, Java, Julia, rust i sovint C, C++ i Fortran. Per defecte, a l'instal·lar R venen inclosos unes quants paquets bàsics, però n'hi ha més de 20.000 disponibles als repositoris oficials. Hi ha 2 repositoris oficials CRAN i Bioconductor. Les llibreries més notables de CRAN es llisten, juntament amb comentaris, al web oficial R Task View Arxivat 2007-06-25 a Wayback Machine.
Bioconductor es un esforç de la comunitat de bioinformàtica per a emprar R per l'anàlisi de dades de biologia molecular. Va començar la tardor del 2001, proporciona llibreries de R per a la manipulació i anàlisi de dades de genòmica, com ara microxips d'Affymetrix i cDNA, dades de seqüenciació.

## Extensions
També disposa del paquet Sweave, el qual integra els càlculs estadístics i la creació de documents científics, i que permet generar articles de forma automatitzada.
L'OpenMx és una llibreria especialitzada en modelització d'equacions estructurals que aprofita i expandeix les capacitats el llenguatge R.
La funcionalitat de R s'ha fet accessible des de Python per la llibreria RPy.

## Eines per a R
Hi ha diverses interfícies gràfiques per a R, incloent:
- Brodgar
- JGR - basat en Java
- pmg - basat en GTK+2
- Rattle[12] - basat en GTK+2
- Rcmdr - basat en tcltk
- RKWard - basat en les llibreries KDE
- SciViews-R - basat en tcltk2
- Statistical Lab (laboratori estadístic)

Molts editors tenen facilitats per a la programació en R, incloent:
- ConTEXT
- Emacs amb el seu paquet Emacs Parla Estadística
- jEdit[13]
- Kate[14]
- Syn[15]
- TextMate
- Tinn-R[16]
- Vim
- Bluefish
- Un afegit per l'Eclipse (entorn integrat de desenvolupament).[17]
- WinEdt amb la llibreria de R RWinEdt
- RStudio
- Visual Studio Code